# SN 1961T
SN 1961T – supernowa odkryta 8 listopada 1961 roku w galaktyce MCG +06-21-66. W momencie odkrycia miała maksymalną jasność 17,50m.